# Litkî, Brovarî
Litkî (în ucraineană Літки) este o comună în raionul Brovarî, regiunea Kiev, Ucraina, formată numai din satul de reședință.

## Demografie
Componența lingvistică a comunei Litkî
     Ucraineană (95,68%)
     Rusă (3,96%)
     Alte limbi (0,08%)
Conform recensământului din 2001, majoritatea populației comunei Litkî era vorbitoare de ucraineană (95,68%), existând în minoritate și vorbitori de rusă (3,96%).